# Smeringodynerus morelios
Smeringodynerus morelios är en stekelart som först beskrevs av Henri Saussure 1857.  Smeringodynerus morelios ingår i släktet Smeringodynerus och familjen Eumenidae. Inga underarter finns listade i Catalogue of Life.